# Powered Descent Initiation

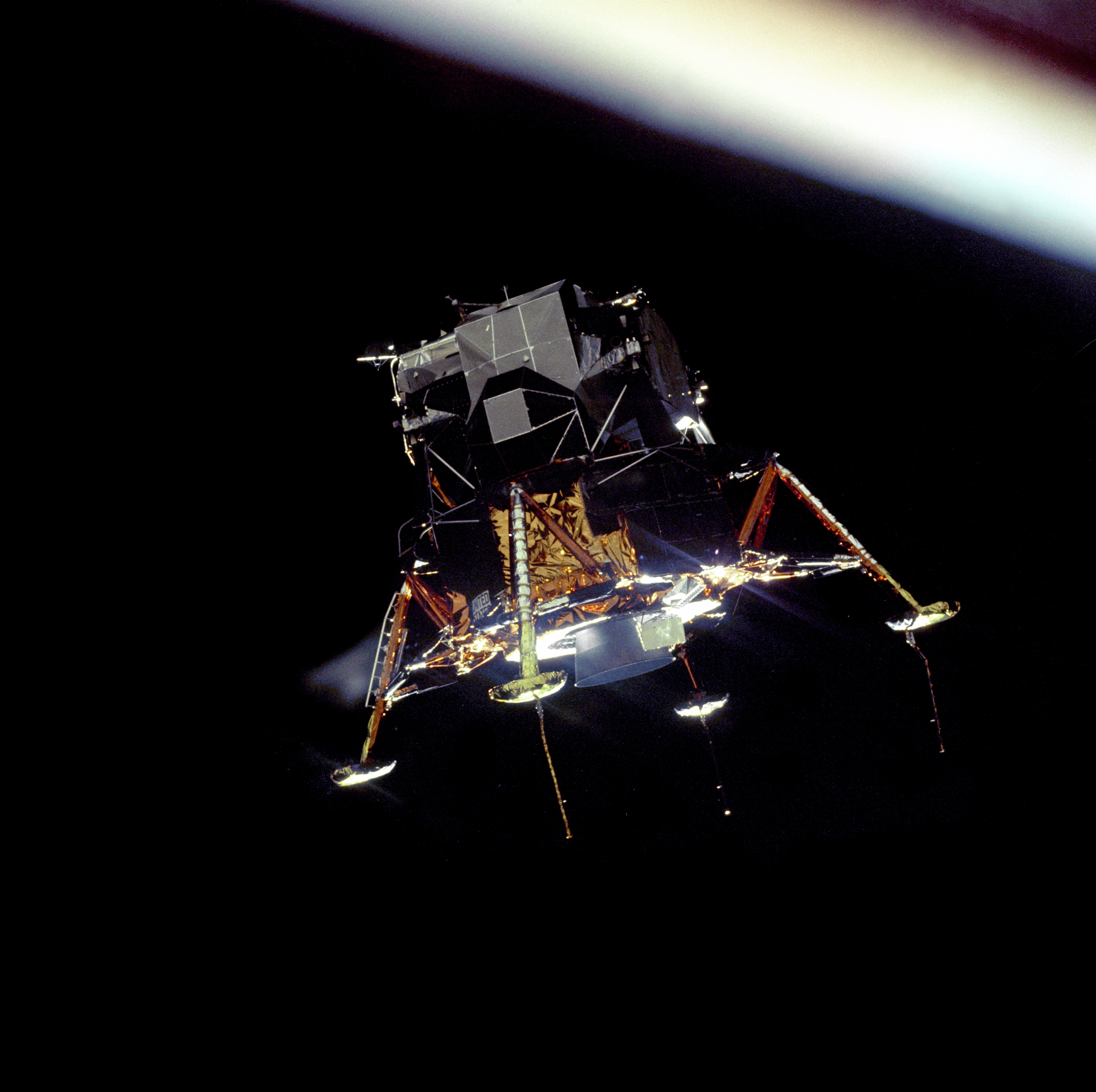
Il modulo lunare Eagle si appresta a scendere sulla Luna durante la missione Apollo 11

Il termine Powered Descent Initiation (PDI) è stato utilizzato in occasione delle missioni di atterraggio sulla Luna del programma Apollo per descrivere la manovra che compiva il modulo lunare Apollo per scendere dall'orbita selenocentrica e dirigersi verso la superficie lunare.